# Бледов, Людвиг
Людвиг Эрдман Бледов (нем. Ludwig Erdmann Bledow; 27 июля 1795, Берлин — 6 августа 1846, там же) — немецкий шахматист и шахматный деятель. Преподаватель математики. 

## Биография
Входил в группу сильнейших шахматистов Берлина (см. «Берлинская плеяда»). Выиграл ряд матчей, в том числе в 1842-м году у Карла Яниша; в 1843-м у Генри Бокля; в 1845-м у Монгредиена; в том же году у Адольфа Андерсена — 4 : 1 (+4 −1). 
С 1836 года председатель Берлинского шахматного клуба. В 1846-м основал первый немецкий шахматный журнал — «Deutsche Schachzeitung». В 1830-х годах организатор первых в Германии матчей по переписке (Берлин — Бреслау, Берлин — Гамбург, Берлин — Магдебург и другие).

## Книги
- Correspondenz-Partien, 2. Auflage, Leipzig 1872.